# Дюла
Дюла (Юлівці до 1995) — село в Пийтерфолвівській сільській громаді Берегівського району Закарпатської області України.

## Назва
Колишня назва населеного пункту — село Юлівці. 

## Географія
Село розташоване на південному сході Виноградівського району, за 9,4 кілометра від районного центру, фізична відстань до Києва — 585,7 км.

## Клімат
| Клімат Дюла             | Клімат Дюла | Клімат Дюла | Клімат Дюла | Клімат Дюла | Клімат Дюла | Клімат Дюла | Клімат Дюла | Клімат Дюла | Клімат Дюла | Клімат Дюла | Клімат Дюла | Клімат Дюла | Клімат Дюла |
| Показник                | Січ.        | Лют.        | Бер.        | Квіт.       | Трав.       | Черв.       | Лип.        | Серп.       | Вер.        | Жовт.       | Лист.       | Груд.       | Рік         |
| Середній максимум, °C   | 0,8         | 3,4         | 9,5         | 16,1        | 21,3        | 24,1        | 25,9        | 25,5        | 21,5        | 15,7        | 8,1         | 3,0         | 14,6        |
| Середня температура, °C | −2,5        | −0,2        | 4,8         | 10,6        | 15,5        | 18,5        | 20,1        | 19,5        | 15,8        | 10,4        | 4,6         | 0,2         | 9,8         |
| Середній мінімум, °C    | −5,8        | −3,8        | 0,1         | 5,1         | 9,7         | 12,9        | 14,3        | 13,6        | 10,1        | 5,1         | 1,2         | −2,6        | 5,0         |
| Норма опадів, мм        | 45          | 38          | 39          | 48          | 70          | 89          | 75          | 69          | 45          | 43          | 51          | 58          | 670         |
| ----------------------- | ----------- | ----------- | ----------- | ----------- | ----------- | ----------- | ----------- | ----------- | ----------- | ----------- | ----------- | ----------- | ----------- |
| Джерело:                |             |             |             |             |             |             |             |             |             |             |             |             |             |

## Історія
Ім'я було вперше згадано в 1396 році в грамотах як Gyula. У 1337 як Giula, пізніше, Gyula, 1396 Gywla, 1907 Szőlősgyula. Він був відомий як Dula за Перша Чехословацька Республіка.
Мешканці селища вважають себе нащадками половців та печенігів. Його власники - господарі Замок Нялаб: Drág vajda, Perényi, Rákóczi, Károlyi. Село контролювалося указами сім'ї Перенs. Це ілюструється в „a Perényi Famíliától adatott Hegy Törvénye”, який був прийнятий в 1675 році. У ньому сім'я Perényi відповідає на скарги сімей: Габор Перенs, Янош Перенs, Адам Перені, Дьорді Перені, Ференц Перені, Палл Перені, Міклош Перені та інші.
Елек Феньес писав про це поселення в своїй історичній географії: «Дюла, угорське село в Угочі, біля підніжжя гірських виноградників...».
У листопаді 1944 року НКВД запроторило в концтабори 103-х чоловіків: Депортація угорців та німців Закарпаття 1944-45 років і 24 з них загинули.

## Населення
Станом на 1989 рік у селі проживало 1360 осіб, серед них — 666 чоловіків і 694 жінки.
За даними перепису населення 2001 року в селі мешкало 1421 особа. Рідною мовою назвали:
| Мова       | Кількість осіб | Відсоток |
| ---------- | -------------- | -------- |
| угорська   | 1365           | 96,06 %  |
| українська | 52             | 3,66 %   |
| російська  | 4              | 0,28 %   |

## Політика
Голова сільської ради — Шапі Олександр Йосипович, 1971 року народження. Інтереси громади представляють 16 депутатів сільської ради:
| Партія        | Кількість депутатів | Відсоток |
| ------------- | ------------------- | -------- |
| самовисування | 16                  | 100,00 % |

На виборах у селі Дюла працює окрема виборча дільниця, розташована в приміщенні будинку культури. Результати виборів:
- Вибори Президента України 2004 (перший тур): зареєстровано 1085 виборців, явка 56,41 %, з них за Віктора Януковича — 63,72 %, за Віктора Ющенка — 24,34 %, за Олександра Яковенка — 2,28 %[11].
- Вибори Президента України 2004 (другий тур): зареєстровано 1085 виборців, явка 59,35 %, з них за Віктора Януковича — 49,84 %, за Віктора Ющенка — 44,09 %[12].
- Вибори Президента України 2004 (третій тур): зареєстровано 1085 виборців, явка 51,24 %, з них за Віктора Ющенка — 61,51 %, за Віктора Януковича — 33,45 %[13].
- Парламентські вибори 2006: зареєстровано 1085 виборців, явка 76,59 %, найбільше голосів віддано за Партію регіонів — 39,71 %, за блок Наша Україна — 16,85 %, за Блок Юлії Тимошенко — 3,01 %[14].
- Парламентські вибори 2007: зареєстровано 1054 виборці, явка 47,72 %, найбільше голосів віддано за Партію регіонів — 38,17 % за блок Наша Україна — Народна самооборона — 25,84 %, за Соціалістичну партію України — 20,28 %[15].
- Вибори Президента України 2010 (перший тур): зареєстровано 1075 виборців, явка 66,33 %, найбільше голосів віддано за Віктора Януковича — 72,23 %, за Юлію Тимошенко — 7,99 %, за Віктора Ющенка — 2,81 %[16].
- Вибори Президента України 2010 (другий тур): зареєстровано 1074 виборці, явка 70,86 %, з них за Віктора Януковича — 88,17 %, за Юлію Тимошенко — 8,54 %[17].
- Парламентські вибори 2012: зареєстровано 1114 виборців, явка 68,49 %, найбільше голосів віддано за Партію регіонів — 74,71 %, за УДАР — 7,34 % та Всеукраїнське об'єднання «Батьківщина» — 6,82 %.[18] В одномандатному окрузі найбільше голосів отримав Іван Бушко (Партія регіонів) — 70,00 %, за Миколу Ковача («КМКС» Партія угорців України) — 16,54 %, за Івана Балогу (Єдиний Центр) — 7,78 %[19].
- Вибори Президента України 2014: зареєстровано 1124 виборці, явка 34,96 %, з них за Петра Порошенка — 57,51 %, за Михайла Добкіна — 19,08 %, за Юлію Тимошенко — 8,40 %[20].
- Парламентські вибори в Україні 2014: зареєстровано 1127 виборців, явка 33,98 %, найбільше голосів віддано за Блок Петра Порошенка — 49,87 %, за Всеукраїнське аграрне об'єднання «Заступ» — 23,24 % та партію Сильна Україна — 7,31 %.[21] В одномандатному окрузі найбільше голосів отримав Іван Балога (самовисування) — 51,17 %, за Іштвана Петрушку (Народний фронт) проголосували 22,45 %, за Євгенія Ярину (самовисування) — 7,83 %[22].

## Туристичні місця
-  храм Тіла Христа XV ст
- полунична столиця Закарпаття
- Юлівська гора